# Violanta (pel·lícula)
Violanta és una pel·lícula històrica i dramàtica suïssa del 1976 rodada en francès, dirigida per Daniel Schmid sobre un guió basat en la narració de Conrad Ferdinand Meyer Die Richterin i protagonitzada per Lucia Bosé, Maria Schneider i Lou Castel. Fou projectada com a part de la selecció oficial al Festival Internacional de Cinema de Sant Sebastià 1977.

## Argument
Violanta governa en pau un idíl·lic poble en una vall, però oculta un passat violent. Quan el secret està a punt de revelar-se per un jove que aixeca els morts, s'enverina.

## Repartiment
- Maria Schneider - Laura
- Lucia Bosé - Donna Violanta
- Lou Castel - Silver
- Ingrid Caven - Alma
- François Simon - Simon
- Gérard Depardieu - Fortunat
- Raúl Gimenez - Adrian
- Luciano Simioni - David
- Marilu Marini
- Anne-Marie Blanc